# Hermann Blomeier
Hermann Blomeier (* 1907 in Gelsenkirchen; † 1982 in Konstanz) war ein deutscher Baumeister.

## Leben
Hermann Blomeier schrieb sich nach der Mittleren Reife gegen den Willen seiner Eltern bei der Handwerker- und Kunstgewerbeschule Dortmund ein. Er wurde dort zum Maurer ausgebildet. Danach wechselte er an die Braunschweigische Landesbaugewerbeschule in Holzminden. Nach seinem Abschluss bewarb er sich beim Bauhaus in Dessau, wo er als Meisterschüler von Ludwig Mies van der Rohe studierte und 1932 sein Diplom erhielt.
Nach Studienreisen 1932/33 in Deutschland, Italien und der Schweiz zog Hermann Blomeier nach Konstanz, wo er Mitarbeiter im Architekturbüro Hermann Ganter wurde. Von 1937 bis 1943 war er Partner im Architekturbüro Ganter & Blomeier, 1943 gründete er ein eigenes Architektenbüro. Ab 1975 hieß sein Architekturbüro Blomeier & Partner, von seinem Sohn Christoph Blomeier wurde es fortgeführt.
Von 1947 bis 1949 war Blomeier Schriftleiter und dann Herausgeber der Zeitschrift Bauen und Wohnen.

## Werk (Auswahl)
- 1933/34: Wohnhaus Lahme in Zürich

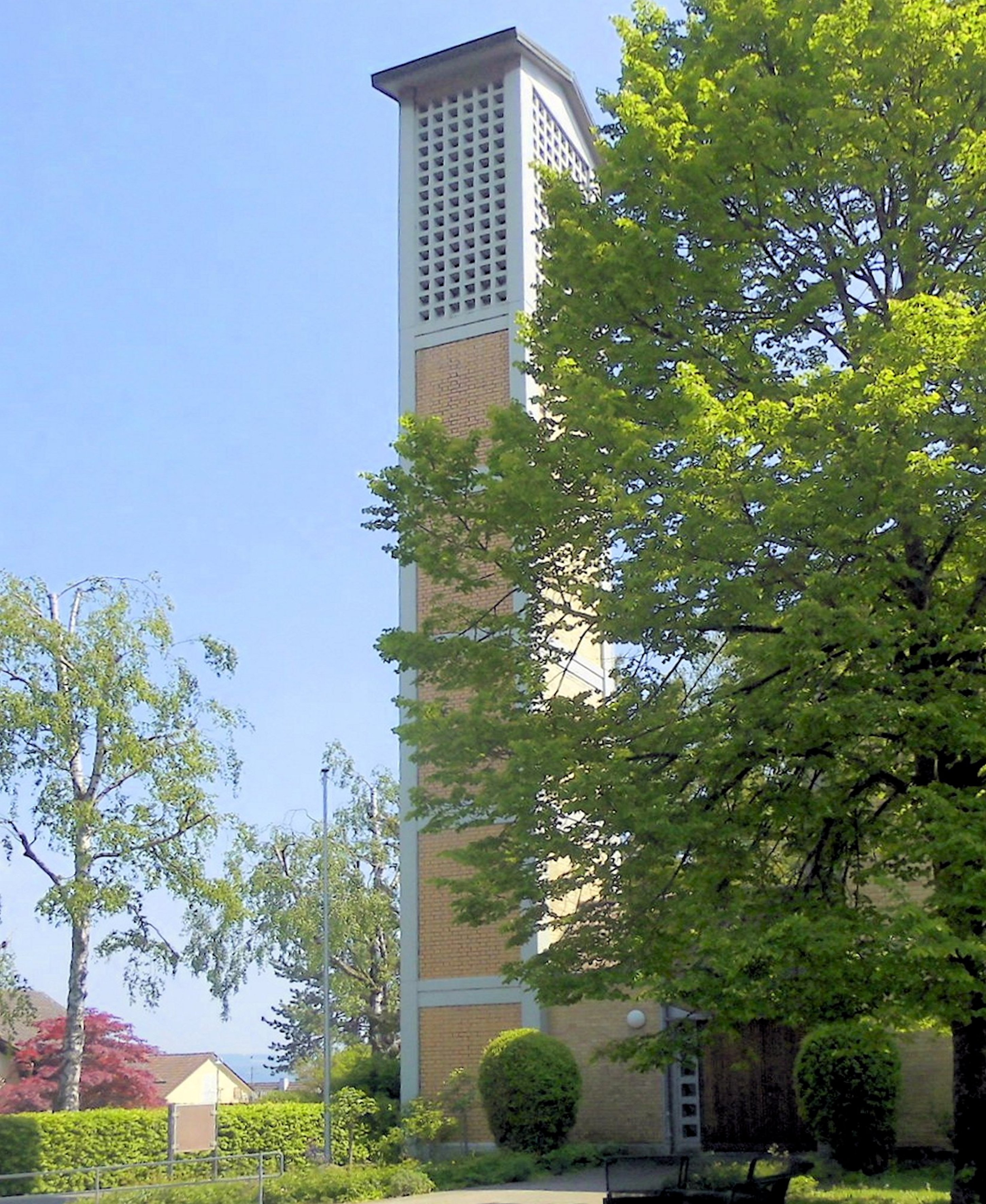
Kreuzkirche in Konstanz-Allmannsdorf

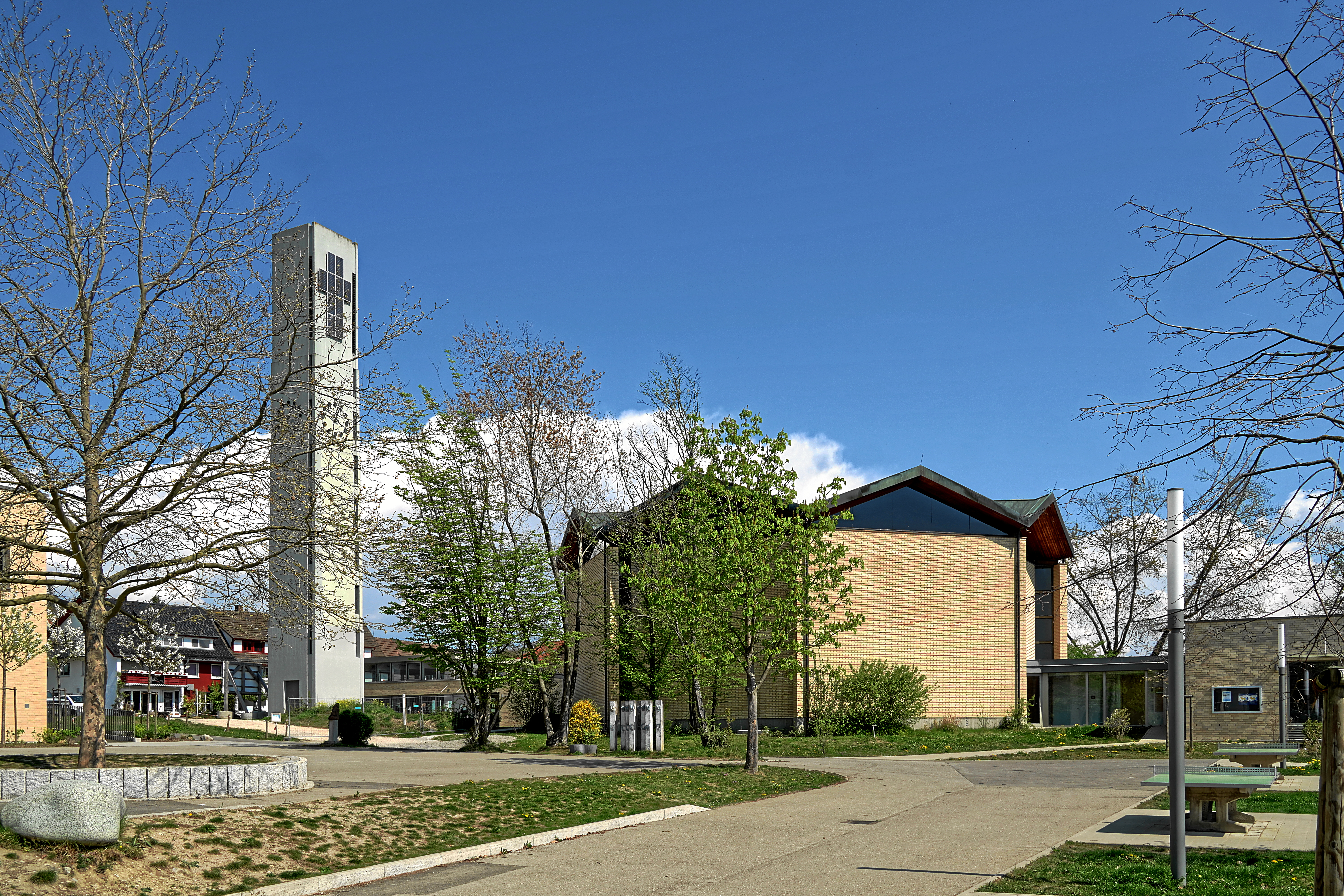
Melanchthonkirche in Gaienhofen

- 1937/38: Filmtheater Scala in Konstanz
- 1949–1953: Randbebauung Fährhafen („Ländebauten“) Konstanz
- 1951–1953: Randbebauung Fährhafen mit Wartepavillon an der Mole (heute Café) Meersburg[1]
- 1955: Werkhalle der Stuttgarter Gardinenfabrik in Herrenberg
- 1955/56: Clubhaus Ruderverein Neptun in Konstanz
- 1955–1957: Landeskreditanstalt Karlsruhe
- 1956/58: Seepumpwerk bei Sipplingen
- 1957: Kreuzkirche (ev.) in Konstanz-Allmannsdorf
- 1961–1967: Gewächshäuser und Botanisches Institut der Universität Tübingen
- 1962/63: Volksschule in Büsingen am Hochrhein
- 1963–1968: Handelslehranstalten (Wessenberg-Schule) in Konstanz
- 1964/65: Melanchthonkirche (ev.) in Gaienhofen
- 1964–1967: Studentenwohnheim Thomas-Blarer-Haus in Konstanz
- 1976–1979: Konstruktionsbüro Gartner Gundelfingen an der Donau
- 1978–1984: Tropicarium im Palmengarten Frankfurt